# ایران در پارالمپیک تابستانی ۲۰۲۰
ایران در بازی‌های پارالمپیک تابستانی ۲۰۲۰ که از ۲ تا ۱۴ شهریور سال ۱۴۰۰ (۲۴ اوت تا ۵ سپتامبر ۲۰۲۱) در توکیو، ژاپن، برگزار شد، برای نهمین بار در پارالمپیک(اولین حضور: ۱۹۸۸) شرکت کرد. ایران در این دوره با ۶۲ ورزشکار به توکیو سفر کرد که این ورزشکاران در ۱۰ رشته به رقابت پرداختند. ایران در این دوره از رقابت های پارالمپیک از حیث تعداد مدال (توجه به افزایش ورزشهای پارالمپیک) بهترین عملکرد و از حیث رتبه پارالمپیک پس از بازی‌های پارالمپیک تابستانی ۲۰۱۲ لندن بهترین عملکرد تاریخ پارالمپیک ایران را داشت.

## شرکت کنندگان
| ورزش              | مردان | زنان | کل |
| ----------------- | ----- | ---- | -- |
| بسکتبال با ویلچر  | ۱۲    | ۰    | ۱۲ |
| پاراتکواندو       | ۲     | ۱    | ۳  |
| تیراندازی         | ٠     | ۳    | ۳  |
| تیراندازی با کمان | ۴     | ۲    | ۶  |
| دوچرخه‌سواری       | ۱     | ۰    | ۱  |
| پارا دو و میدانی  | ۱۴    | ۲    | ۱۶ |
| پاراکانوئینگ      | ۱     | ۱    | ۲  |
| وزنه‌برداری        | ۵     | ۰    | ۵  |
| والیبال نشسته     | ۱۲    | ۰    | ۱۲ |
| پاراجودو          | ۲     | ٠    | ۲  |
| کل                | ۵۳    | ۹    | ۶۲ |

## مدال آوران
| مدال | ورزشکار | رشته ورزشی        | رویداد                  | تاریخ     |
| ---- | --- | ----------------- | ----------------------- | --------- |
| طلا  | روح‌الله رستمی | وزنه‌برداری        | ۸۰ کیلوگرم              | ۲۸ اوت    |
| طلا  | وحید نوری | جودو              | ۹۰ کیلوگرم              | ۲۹ اوت    |
| طلا  | محمدرضا خیرالله‌زاده | جودو              | ۱۰۰+ کیلوگرم            | ۲۹ اوت    |
| طلا  | امیر خسروانی | دو و میدانی       | پرش طول T12             | ۳۰ اوت    |
| طلا  | مهدی اولاد | دو و میدانی       | پرتاب وزنه F11          | ۳۰ اوت    |
| طلا  | هاشمیه متقیان | دو و میدانی       | پرتاب نیزه F56          | ۳۱ اوت    |
| طلا  | ساره جوانمردی | تیراندازی         | تپانچه بادی ۱۰ متر زنان | ۳۱ اوت    |
| طلا  | سعید افروز | دو و میدانی       | پرتاب نیزه F34          | ۱ سپتامبر |
| طلا  | زهرا نعمتی | تیراندازی با کمان | ریکرو انفرادی           | ۲ سپتامبر |
| طلا  | حامد امیری | دو و میدانی       | پرتاب نیزه F54          | ۳ سپتامبر |
| طلا  | - مهرزاد مهروان - مرتضی مهرزاد - میثم علی‌پور - داوود علیپوریان - مرتضی رمضانی - سید محمدحسین حسینی جد - صادق بیگدلی - مجید لشکری - حسین گلستانی - محمد نعمتی - رمضان صالحی - مهدی بابادی | والیبال نشسته     | والیبال نشسته مردان     | ۴ سپتامبر |
| طلا  | اصغر عزیزی اقدم | تکواندو           | ۷۵+ کیلوگرم مردان       | ۴ سپتامبر |
| نقره | امیر جعفری ارنگه | وزنه‌برداری        | ۶۵ کیلوگرم              | ۲۷ اوت    |
| نقره | امان‌الله پاپی | دو و میدانی       | پرتاب نیزه F57          | ۲۸ اوت    |
| نقره | علیرضا مختاری حمامی | دو و میدانی       | پرتاب وزنه F53          | ۲۹ اوت    |
| نقره | حامد صلحی‌پور | وزنه‌برداری        | ۹۷ کیلوگرم              | ۲۹ اوت    |
| نقره | منصور پورمیرزایی | وزنه‌برداری        | ۱۰۷+ کیلوگرم            | ۳۰ اوت    |
| نقره | رمضان بیابانی | تیراندازی با کمان | کامپوند مردان           | ۳۱ اوت    |
| نقره | مهدی اولاد | دو و میدانی       | پرتاب دیسک F11          | ۲ سپتامبر |
| نقره | علی پیروج | دو و میدانی       | پرتاب نیزه F13          | ۲ سپتامبر |
| نقره | مهدی پوررهنما | تکواندو           | ۷۵ کیلوگرم مردان        | ۲ سپتامبر |
| نقره | صادق بیت سیاح | دو و میدانی       | پرتاب نیزه F41          | ۴ سپتامبر |
| نقره | سجاد محمدیان | دو و میدانی       | پرتاب وزنه F63          | ۴ سپتامبر |
| برنز | سامان رضی | وزنه‌برداری        | ۱۰۷ کیلوگرم             | ۳۰ اوت    |

## تیراندازی با کمان
رمضان بیابانی، علی سینا منشاءزاده، غلامرضا رحیمی، محمد رضا زندی، زهرا نعمتی و فرزانه عسگری موفق به کسب سهمیه تیراندازی با کمان پارالمپیک ۲۰۲۰ شدند.
| ورزشکار                    | رویداد              | دور رنکینگ | دور رنکینگ | یک سی و دوم نهایی | یک‌شانزدهم نهایی                        | یک‌هشتم نهایی                               | یک‌چهارم نهایی                      | نیمه‌نهایی                              | فینال / م. ب                               | فینال / م. ب |
| ورزشکار                    | رویداد              | امتیاز     | رتبه       | حریف نتیجه        | حریف نتیجه                             | حریف نتیجه                                 | حریف نتیجه                         | حریف نتیجه                             | حریف نتیجه                                 | رتبه         |
| -------------------------- | ------------------- | ---------- | ---------- | ----------------- | -------------------------------------- | ------------------------------------------ | ---------------------------------- | -------------------------------------- | ------------------------------------------ | ------------ |
| زهرا نعمتی                 | ریکرو انفرادی زنان  | ۶۳۰        | ۳          | —                 | Bye                                    | اسوتلانا بارانتسوا (RPC) · برد ۶-۵         | فابیولا درگوویس (BRA) · برد ۷-۱    | دورثیا پویمنیدو (GRE) · برد ۶-۲        | وینچنزا پتریلی (ITA) · برد ۶-۵             | 1            |
| علی سینا منشاءزاده         | کامپوند مردان       | ۶۹۹ PB     | ۴          | Bye               | فیلیپ کوتس پالگریو (RSA) · برد ۱۴۳-۱۳۰ | جر فورسبرگ (FIN) · شکست ۱۴۳-۱۴۵            | راه نیافت                          | راه نیافت                              | راه نیافت                                  | راه نیافت    |
| محمدرضا زندی               | W1 مردان            | ۶۴۳ SB     | ۶          | —                 | —                                      | لی جی (CHN) · برد ۱۳۸-۱۳۰                  | ژانگ تیانشین (CHN) · برد ۱۳۷-۱۲۹   | داوید دراهونینسکی (CZE) · شکست ۱۳۱-۱۳۹ | باهاتین حکیم اوغلو (TUR) · شکست ۱۳۴-۱۳۹    | ۴            |
| غلامرضا رحیمی              | ریکرو انفرادی مردان | ۶۴۴ PR     | ۱          | —                 | Bye                                    | کوین ماتر (USA) · شکست ۵-۶                 | راه نیافت                          | راه نیافت                              | راه نیافت                                  | راه نیافت    |
| رمضان بیابانی              | کامپوند مردان       | ۶۹۹ PB     | ۲          | Bye               | پیتر مارچنت (AUS) · برد ۱۴۱-۱۳۹        | پیور ون مونتاگو (BEL) · برد ۱۴۳-۱۴۲        | بیر ژیگائف (RPC) · برد ۱۴۳-۱۴۳     | آی ژینلیانگ (CHN) · برد ۱۴۶-۱۴۴        | هه زیائو (CHN) · شکست ۱۴۳-۱۴۷              | 2            |
| فرزانه عسگری               | کامپوند زنان        | ۶۷۷ PB     | ۱۲         | —                 | کارمن روبیو (ESP) · برد ۱۴۰-۱۳۴        | ماریا آندره‌آ ویرجیلیو (ITA) · شکست ۱۳۵-۱۳۶ | راه نیافت                          | راه نیافت                              | راه نیافت                                  | راه نیافت    |
| رمضان بیابانی/فرزانه عسگری | کامپوند مختلط تیمی  | ۱۳۷۶       | ۴          | —                 | —                                      | Bye                                        | بریتانیای کبیر (GBR) · برد ۱۵۳-۱۵۱ | چین (CHN) · شکست ۱۴۶-۱۵۰               | کمیته پارالمپیک روسیه (RPC) · شکست ۱۵۱-۱۵۳ | ۴            |
| زهرا نعمتی/غلامرضا رحیمی   | ریکرو مختلط تیمی    | ۱۲۷۴       | ۲          | —                 | —                                      | Bye                                        | بریتانیای کبیر (GBR) · برد ۶-۰     | ایتالیا (ITA) · شکست ۳-۵               | چین (CHN) · شکست ۲-۶                       | ۴            |

## دو و میدانی

### دو مردان
| ورزشکار       | رویداد          | مرحله گروهی | مرحله گروهی | نیمه‌نهایی | نیمه‌نهایی | فینال     | فینال     |
| ورزشکار       | رویداد          | زمان        | رتبه        | زمان      | رتبه      | زمان      | رتبه      |
| ------------- | --------------- | ----------- | ----------- | --------- | --------- | --------- | --------- |
| وحید علی‌نجیمی | دوی ۱۰۰ متر T13 | ۱۱.۱۸       | ۶           | راه نیافت | راه نیافت | راه نیافت | راه نیافت |
| وحید علی‌نجیمی | دوی ۴۰۰ متر T13 | ۱۰.۲۴       | ۹           | راه نیافت | راه نیافت | راه نیافت | راه نیافت |

### میدانی مردان
| ورزشکار             | رویداد         | فینال       | فینال |
| ورزشکار             | رویداد         | امتیاز      | رتبه  |
| ------------------- | -------------- | ----------- | ----- |
| امان الله پاپی      | پرتاب نیزه F57 | ۴۹.۵۶ AR    | 2     |
| حامد امیری          | پرتاب نیزه F54 | ۳۱.۳۵ SB    | 1     |
| نورمحمد آرخی        | پرتاب دیسک F11 | ۳۳.۳۷ SB    | ۶     |
| نورمحمد آرخی        | پرتاب وزنه F11 | ۱۲.۷۸ SB    | ۶     |
| سامان پاکباز        | پرتاب وزنه F12 | ۱۴.۲۹       | ۵     |
| علیرضا مختاری حمامی | پرتاب وزنه F53 | ۸.۴۸ SB     | 2     |
| علی پیروج           | پرتاب نیزه F13 | ۶۴.۳۰ PB    | 2     |
| سجاد محمدیان        | پرتاب وزنه F42 | ۱۴.۸۸ SB    | 2     |
| سعید افروز          | پرتاب نیزه F34 | ۴۰.۰۵ WR PB | 1     |
| مهدی اولاد          | پرتاب دیسک F11 | ۴۰.۶۰ SB    | 2     |
| مهدی اولاد          | پرتاب وزنه F11 | ۱۴.۴۳ SB    | 1     |
| امیر خسروانی        | پرش طول T12    | ۷.۲۱ PB     | 1     |
| علی اصغر جوانمردی   | پرتاب وزنه F35 | ۱۵.۴۰       | ۴     |
| سیامک صالح فرج زاده | پرتاب وزنه F34 | ۱۰.۸۰ SB    | ۶     |
| صادق بیت سیاح       | پرتاب نیزه F41 | ۴۳.۳۵ PB    | 2     |

### دوومیدانی زنان
| ورزشکار        | رویداد         | فینال    | فینال |
| ورزشکار        | رویداد         | امتیاز   | رتبه  |
| -------------- | -------------- | -------- | ----- |
| هاشمیه متقیان  | پرتاب نیزه F56 | ۲۴.۵۰ WR | 1     |
| الناز دارابیان | پرتاب دیسک F53 | ۱۲.۴۹ AR | ۶     |

## دوچرخه‌سواری

### مردان
| ورزشکار    | رویداد                 | کلاس | مقدماتی  | مقدماتی | فینال             | فینال     |
| ورزشکار    | رویداد                 | کلاس | زمان     | رتبه    | زمان              | رتبه      |
| ---------- | ---------------------- | ---- | -------- | ------- | ----------------- | --------- |
| مهدی محمدی | استقامت جاده انفرادی   | C5   | —        | —       | به خط پایان نرسید | -         |
| مهدی محمدی | تایم تریل جاده انفرادی | C5   | —        | —       | ۵۳:۴۹.۶۵          | ۱۱        |
| مهدی محمدی | تعقیبی پیست انفرادی    | C5   | ۵:۰۹.۱۵۴ | ۱۰      | راه نیافت         | راه نیافت |

## پاراکانوئینگ
ایران یک زن و مرد را در کایاک به نام شهلا بهروزی راد و اسلام جاهدی به این مسابقات اعزام کرده.
| ورزشکار         | رویداد    | مرحله گروهی | مرحله گروهی | نیمه‌نهایی | نیمه‌نهایی | فینال     | فینال     |
| ورزشکار         | رویداد    | زمان        | رتبه        | زمان      | رتبه      | زمان      | رتبه      |
| --------------- | --------- | ----------- | ----------- | --------- | --------- | --------- | --------- |
| شهلا بهروزی‌ راد | KL3 زنان  | ۵۴.۷۵۵ SF   | ۴           | ۵۱.۳۱۶ FA | ۳         | ۵۲.۷۸۹    | ۷         |
| اسلام جاهدی     | VL2 مردان | ۱:۰۱.۳۹۵ SF | ۴           | ۵۸.۰۵۷    | ۴         | راه نیافت | راه نیافت |

## تیراندازی
ایران سه ورزشکار را در مسابقات جهانی پارا تیراندازی ۲۰۱۸ در چئونگجو، کره جنوبی، جام جهانی پارا تیراندازی ۲۰۱۹ در العین، امارات متحده عربی و مسابقات جهانی پارا تیراندازی ۲۰۱۹ در سیدنی، استرالیا به پارالمپیک ۲۰۲۰ فرستاد.
| ورزشکار       | رویداد                        | مقدماتی    | مقدماتی | فینال       | فینال     |
| ورزشکار       | رویداد                        | امتیاز     | رتبه    | امتیاز      | رتبه      |
| ------------- | ----------------------------- | ---------- | ------- | ----------- | --------- |
| ساره جوانمردی | ۱۰ متر تپانچه بادی زنان       | ۵۷۲ QF QPR | ۱       | ۲۳۹.۲ WR PR | 1         |
| ساره جوانمردی | ۵۰ متر تپانچه بادی میکس       | ۵۳۹ QF     | ۳       | ۱۱۸.۸       | ۷         |
| سمیرا ارم     | ۱٠ متر تپانچه بادی زنان       | ۵۳۲        | ۱۷      | راه نیافت   | راه نیافت |
| سمیرا ارم     | ۵۰ متر تپانچه بادی میکس       | ۴۶۵        | ۳۴      | راه نیافت   | راه نیافت |
| رقیه شجاعی    | ۱۰ متر تفنگ بادی ایستاده زنان | ۶۲۴.۱ QF   | ۴       | ۱۶۳.۰       | ۶         |
| رقیه شجاعی    | ۱۰ متر تفنگ بادی درازکش زنان  | ۶۲۶.۲      | ۳۹      | راه نیافت   | راه نیافت |

## تکواندو
پارا تکواندو برای اولین بار در پارالمپیک حضور دارد، مهدی پوررهنما و اصغر عزیزی‌اقدم از طریق رده‌بندی جهانی واجد شرایط رقابت در پارالمپیک تابستانی ۲۰۲۰ هستند. رایحه شهاب هم با کسب مدال طلا در مسابقات انتخابی آسیا ۲۰۲۱ در امان، اردن به این مسابقات راه یافت.
| ورزشکار        | رویداد            | یک‌هشتم‌نهایی                        | یک‌چهارم‌نهایی                              | نیمه‌نهایی                       | شانس مجدد نخست                   | شانس مجدد نیمه نهایی               | فینال / م. ب                    | فینال / م. ب |
| ورزشکار        | رویداد            | حریف نتیجه                         | حریف نتیجه                                | حریف نتیجه                      | حریف نتیجه                       | حریف نتیجه                         | رتبه                            | رتبه         |
| -------------- | ----------------- | ---------------------------------- | ----------------------------------------- | ------------------------------- | -------------------------------- | ---------------------------------- | ------------------------------- | ------------ |
| مهدی پوررهنما  | ۷۵- کیلوگرم مردان | —                                  | فاتح چلیک (TUR) · برد ۳۷-۲۱               | نورلان دومبایف (KAZ) · برد ۲۴-۶ | —                                | —                                  | خوان گارسیا (MEX) · شکست ۲۶-۲۰  | 2            |
| اصغر عزیزی‌اقدم | ۷۵+ کیلوگرم مردان | —                                  | آندرس مولینو (CRC) · برد ۲-۰ (راند طلایی) | زین‌الدین آتائف (RPC) · برد ۹-۴  | —                                | —                                  | ایوان میکولیچ (CRO) · برد ۱۲-۱۰ | 1            |
| رایحه شهاب     | ۵۸+ کیلوگرم زنان  | گولجونوی نایمووا (UZB) · شکست ۹-۳۰ | —                                         | —                               | دانیلا مارتینز (MEX) · برد ۱۷-۱۰ | اکرماچ (MAR) · برد ( انصراف حریف ) | امی تروسدال (GBR) · شکست ۳۱-۴۱  | ۵            |

## والیبال نشسته
تیم ملی والیبال نشسته ایران پس از قهرمانی در مسابقات قهرمانی پارا والیبال جهان ۲۰۱۸، به پارالمپیک ۲۰۲۰ راه یافت.

### خلاصه
| تیم       | رویداد        | مرحله گروهی     | مرحله گروهی     | مرحله گروهی   | مرحله گروهی | نیمه‌نهایی                 | فینال / م. ب                          | فینال / م. ب |
| تیم       | رویداد        | حریف نتیجه      | حریف نتیجه      | حریف نتیجه    | رتبه        | حریف نتیجه                | حریف نتیجه                            | رتبه         |
| --------- | ------------- | --------------- | --------------- | ------------- | ----------- | ------------------------- | ------------------------------------- | ------------ |
| تیم مردان | مسابقات مردان | آلمان · برد ۳-۰ | برزیل · برد ۳-۰ | چین · برد ۳-۰ | ۱           | بوسنی و هرزگوین · برد ۳-۰ | کمیته پارالمپیک ‌روسیه (RPC) · برد ۳-۱ | 1            |

فهرست تیم
سرمربی:  هادی رضایی
| ش. | پست       | نام                   | تاریخ تولد               | باشگاه ۲۲–۲۰۲۱ |
| -- | --------- | --------------------- | ------------------------ | -------------- |
| ۱  | پاسور     | مهرزاد مهروان         | ۴ آوریل ۱۹۸۷ (۳۴ سال)    | سایپا تهران    |
| ۲  | پشت خط زن | مرتضی مهرزاد          | ۱۷ سپتامبر ۱۹۸۷ (۳۳ سال) | مس شهر بابک    |
| ۳  | مدافع وسط | میثم علیپور           | ۱۳ ژوئن ۱۹۸۹ (۳۲ سال)    | مس شهر بابک    |
| ۴  | پاسور     | داوود علیپوریان (ک)   | ۶ مه ۱۹۸۵ (۳۶ سال)       | شهرداری ورامین |
| ۵  | پاسور     | مرتضی رمضانی          | ۱۹ دسامبر ۱۹۸۴ (۳۶ سال)  | مس شهر بابک    |
| ۶  | مدافع وسط | سید محمدحسین حسینی جد | ۱۹ سپتامبر ۱۹۸۶ (۳۴ سال) | شهرداری ورامین |
| ۷  | مدافع وسط | صادق بیگدلی           | ۲۶ فوریه ۱۹۸۴ (۳۷ سال)   | شهرداری ورامین |
| ۸  | پاسور     | مجید لشکری            | ۶ اوت ۱۹۷۹ (۴۲ سال)      | ذوب آهن        |
| ۹  | پشت خط زن | حسین گلستانی          | ۲۶ فوریه ۱۹۹۲ (۲۹ سال)   | مس شهر بابک    |
| ۱۰ | پشت خط زن | محمد نعمتی            | ۱۹ اوت ۱۹۹۸ (۲۳ سال)     | شهرداری گنبد   |
| ۱۱ | لیبرو     | رمضان صالحی           | ۱۱ مارس ۱۹۷۹ (۴۲ سال)    | مس شهر بابک    |
| ۱۲ | قطر پاسور | مهدی بابادی           | ۲۵ مارس ۱۹۹۱ (۳۰ سال)    | مس شهر بابک    |

### مسابقات مردان

#### مرحله گروهی
| رتبه | تیم   | بازی | برد | باخت | امتیاز | SW | SL | SR    | SPW | SPL | SPR   | صلاحیت    |
| ---- | ----- | ---- | --- | ---- | ------ | -- | -- | ----- | --- | --- | ----- | --------- |
| ۱    | ایران | 1    | 1   | 0    | 3      | 3  | 0  | MAX   | 75  | 56  | ۱٫۳۳۹ | نیمه‌نهایی |
| ۲    | برزیل | 1    | 1   | 0    | 3      | 3  | 1  | ۳٫۰۰۰ | 104 | 86  | ۱٫۲۰۹ | نیمه‌نهایی |
| ۳    | چین   | 1    | 0   | 1    | 0      | 1  | 3  | ۰٫۳۳۳ | 86  | 104 | ۰٫۸۲۷ |           |
| ۴    | آلمان | 1    | 0   | 1    | 0      | 0  | 3  | ۰٫۰۰۰ | 56  | 75  | ۰٫۷۴۷ |           |

## بسکتبال با ویلچر
تیم ملی بسکتبال با ویلچر ایران پس از کسب مقام چهارم در مسابقات جهانی بسکتبال با ویلچر ۲۰۱۸، به پارالمپیک ۲۰۲۰ راه یافت.

### خلاصه
| تیم       | رویداد        | مرحله گروهی           | مرحله گروهی                      | مرحله گروهی         | مرحله گروهی                 | مرحله گروهی        | مرحله گروهی | یک‌چهارم نهایی | نیمه‌نهایی  | فینال / م. ب                                  | فینال / م. ب |
| تیم       | رویداد        | حریف نتیجه            | حریف نتیجه                       | حریف نتیجه          | حریف نتیجه                  | حریف نتیجه         | رتبه        | حریف نتیجه    | حریف نتیجه | حریف نتیجه                                    | رتبه         |
| --------- | ------------- | --------------------- | -------------------------------- | ------------------- | --------------------------- | ------------------ | ----------- | ------------- | ---------- | --------------------------------------------- | ------------ |
| تیم مردان | مسابقات مردان | استرالیا · شکست ۳۹-۸۱ | ایالات متحده آمریکا · شکست ۴۱-۶۵ | الجزایر · برد ۸۱-۴۷ | بریتانیای کبیر · شکست ۵۷-۶۹ | آلمان · شکست ۵۳-۵۶ | ۵           | راه نیافت     | راه نیافت  | مسابقه برای جایگاه ۹-۱۰ کرهٔ جنوبی · برد ۶۴-۵۴ | ۹            |

### مسابقات مردان

#### مرحله گروهی
| رتبه | تیم                 | بازی | برد | باخت | اب  | اا  | ت‌ا   | درصد برد | امتیاز | صلاحیت        |
| ---- | ------------------- | ---- | --- | ---- | --- | --- | ---- | -------- | ------ | ------------- |
| ۱    | بریتانیای کبیر      | ۵    | ۴   | ۱    | ۳۳۲ | ۳۰۳ | ۲۹   | ۸۰.۰     | ۹      | یک‌چهارم نهایی |
| ۲    | ایالات متحده آمریکا | ۵    | ۴   | ۱    | ۳۳۸ | ۲۲۳ | ۱۵   | ۸۰.۰     | ۹      | یک‌چهارم نهایی |
| ۳    | استرالیا            | ۵    | ۳   | ۲    | ۳۳۵ | ۲۶۵ | ۷۰   | ۶۰.۰     | ۸      | یک‌چهارم نهایی |
| ۴    | آلمان               | ۵    | ۳   | ۲    | ۳۰۶ | ۲۸۴ | ۲۲   | ۶۰.۰     | ۸      |               |
| ۵    | ایران               | ۵    | ۱   | ۴    | ۲۷۱ | ۳۱۸ | ۴۷-  | ۲۰.۰     | ۶      |               |
| ۶    | الجزایر             | ۵    | ۰   | ۵    | ۲۰۲ | ۳۹۱ | ۱۸۹- | ۰.۰      | ۵      |               |

## وزنه‌برداری

### مردان
| ورزشکار          | رویداد       | (کیلوگرم) | (کیلوگرم) | (کیلوگرم) | رتبه |
| ورزشکار          | رویداد       | ۱         | ۲         | ۳         | رتبه |
| ---------------- | ------------ | --------- | --------- | --------- | ---- |
| امیر جعفری ارنگه | ۶۵ کیلوگرم   | ۱۹۵       | ۱۹۶       | ۱۹۸       | 2    |
| روح‌الله رستمی    | ۸۰ کیلوگرم   | ۲۲۶       | ۲۲۸       | ۲۳۴       | 1    |
| حامد صلحی‌پور     | ۹۷ کیلوگرم   | ۲۲۱       | ۲۲۲       | ۲۲۲       | 2    |
| سامان رضی        | ۱۰۷ کیلوگرم  | ۲۳۱       | ۲۳۱       | ۲۳۳       | 3    |
| منصور پورمیرزایی | ۱۰۷+ کیلوگرم | ۲۳۵       | ۲۴۱       | ۲۴۶       | 2    |

## جودو

### مردان
| ورزشکار              | رویداد       | یک‌هشتم نهایی | یک‌چهارم نهایی                     | نیمه‌نهایی                        | فینال                           | رتبه |
| ورزشکار              | رویداد       | حریف نتیجه   | حریف نتیجه                        | حریف نتیجه                       | فینال                           | رتبه |
| -------------------- | ------------ | ------------ | --------------------------------- | -------------------------------- | ------------------------------- | ---- |
| وحید نوری            | ۹۰ کیلوگرم   | Bye          | آرتور کالواکانته (BRA) · برد ۱۰-۰ | هلیوس لاچومانایا (FRA) · برد ۱-۰ | الیوت استوارت (GBR) · برد ۱۰-۰  | 1    |
| محمدرضا خیرالله زاده | ۱۰۰+ کیلوگرم | Bye          | تیدور سوبا (JAM) · برد ۱۰-۰       | گوان گئون چوی (KOR) · برد ۱۰-۰   | راماز چیکویدزه (GEO) · برد ۱۰-۰ | 1    |